# Larissa Murai
Larissa Perini Murai (São Paulo, 5 de fevereiro de 1996) é uma atriz, apresentadora de televisão e cantora brasileira.

## Carreira
A hafu de ascendência italiana Larissa iniciou sua carreira aos 12 anos, fazendo apresentações de teatro como "Peter Pan" e "Rei e Eu". Com 14 anos em 2009, ela ingressou na carreira de apresentadora no programa A Floricultura da Nana da Playhouse Disney Channel.   Em 2011, ela regravou a canção The Glow com o título de "Deixa Brilhar" para o Disney Channel Brasil, aonde executou a canção no Disneyllon.  
Em 2014, ela interpretou a personagem Hana Massuda na telenovela da Rede Globo, Geração Brasil. 
Em 2016 começou a gravar Juacas, série do Disney Channel Brasil focada no surf. A série estreou dia 03 de julho de 2017.

## Filmografia

### Televisão
| Ano  | Programa               | Personagem   | Canal          | Notas                    |
| ---- | ---------------------- | ------------ | -------------- | ------------------------ |
| 2009 | A Floricultura da Nana | Ela Mesma    | Disney Channel | Apresentadora/Personagem |
| 2014 | Geração Brasil         | Hana Massuda | Rede Globo     |                          |
| 2017 | Juacas                 | Leilane      | Disney Channel | Co-Protagonista          |

### Cinema
| Ano  | Filme                         | Personagem | Notas |
| ---- | ----------------------------- | ---------- | ----- |
| 2023 | Um Ano Inesquecível - Inverno | Julia      | [ 9 ] |

### Teatro
| Ano  | Peça      | Personagem | Notas |
| ---- | --------- | ---------- | ----- |
| 2007 | Peter Pan | —          |       |
| 2007 | Rei e Eu  | —          |       |